# نژاد و قومیت در ایالات متحده آمریکا
جمعیت ایالات متحده آمریکا از لحاظ نژادی و قومی کشوری متنوع است. سرشماری رسماً شش دستهٔ قومی و نژادی را به رسمیت می‌شناسد، آمریکاییان سفیدپوست، سرخپوستان و بومیان آلاسکا، آسیایی آمریکاییان، آمریکاییان آفریقایی یا سیاهپوست، بومیان هاوایی و دیگر جزایر اقیانوسیه، و مردم از دو نژاد یا بیشتر؛ نژادی به نام «برخی نژادهای دیگر» نیز در سرشماری و دیگر ارزیابی‌ها وجود دارد ولی رسمی نیست.
آمریکاییان سفیدپوست با سهم ۷۷٫۷٪ از جمعیت آمریکا بزرگترین گروه نژادی هستند. آمریکاییان هیسپنیک و لتینو با ۱۷٫۱٪ بزرگترین اقلیت را تشکیل می‌دهند. سیاه‌پوستان آمریکابا ۱۳٫۲٪ از جمعیت بزرگترین اقلیت نژادی هستند. سفیدپوستان غیر هیسپنیک یا لتینو ۶۲٫۶٪ از کل جمعیت را تشکیل می‌دهند.

## نگارخانه

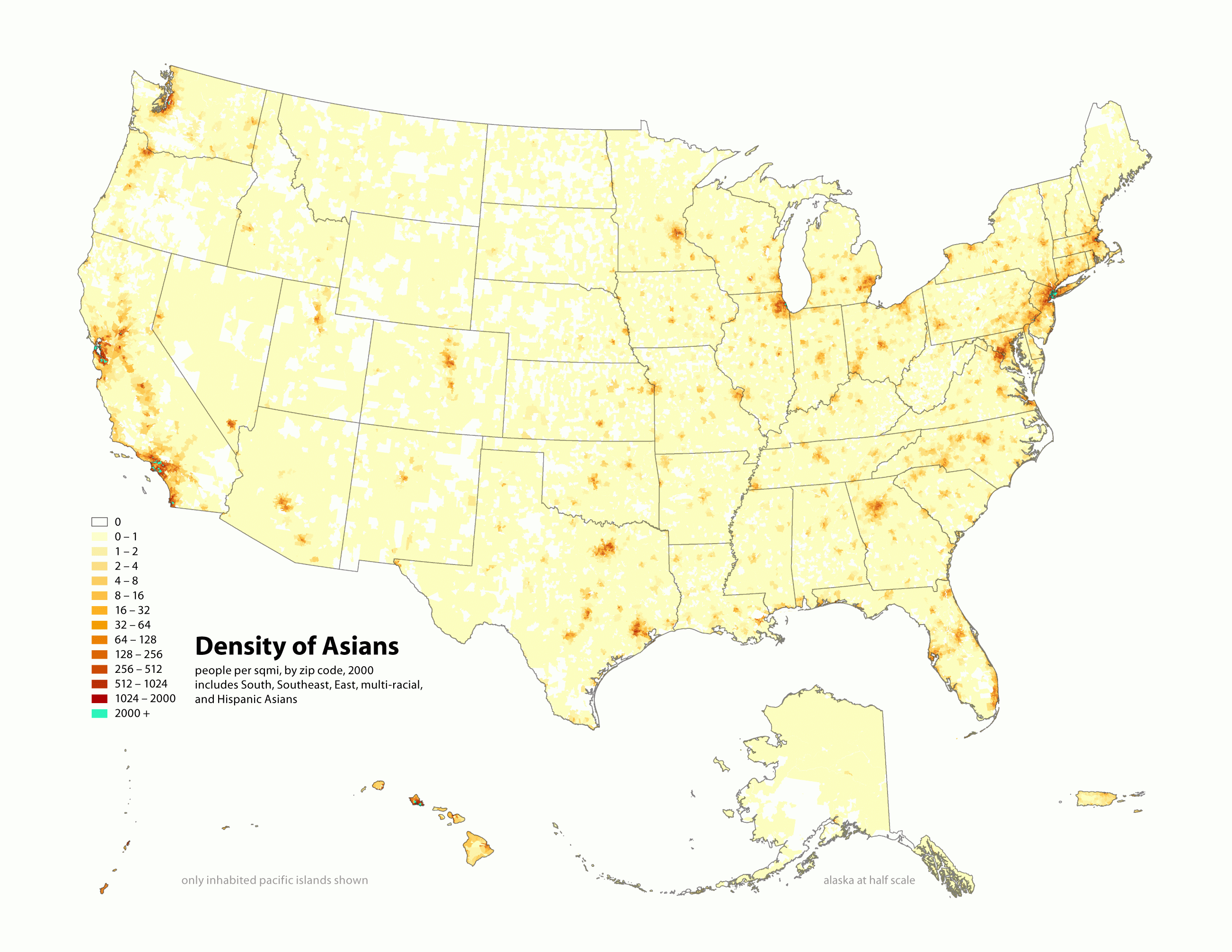
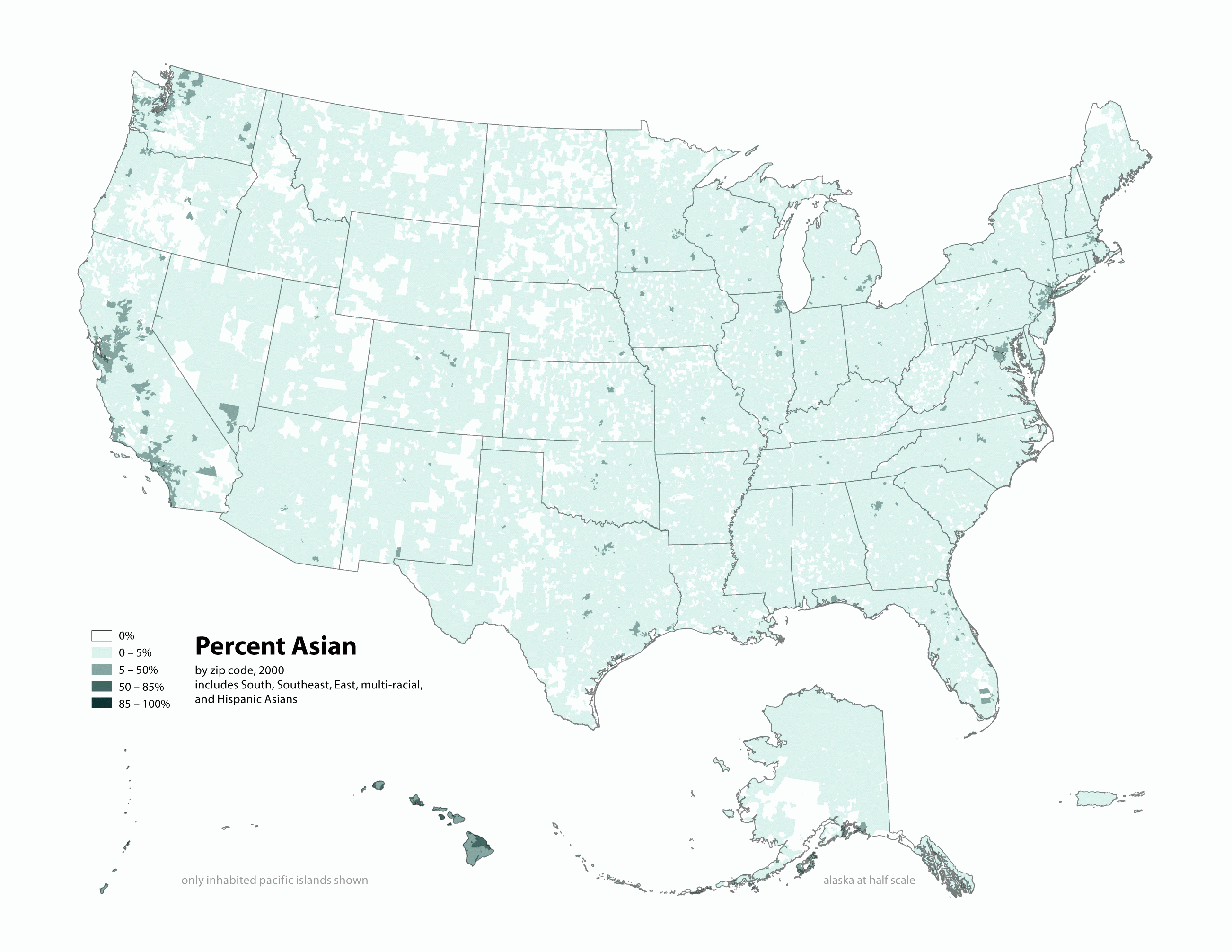
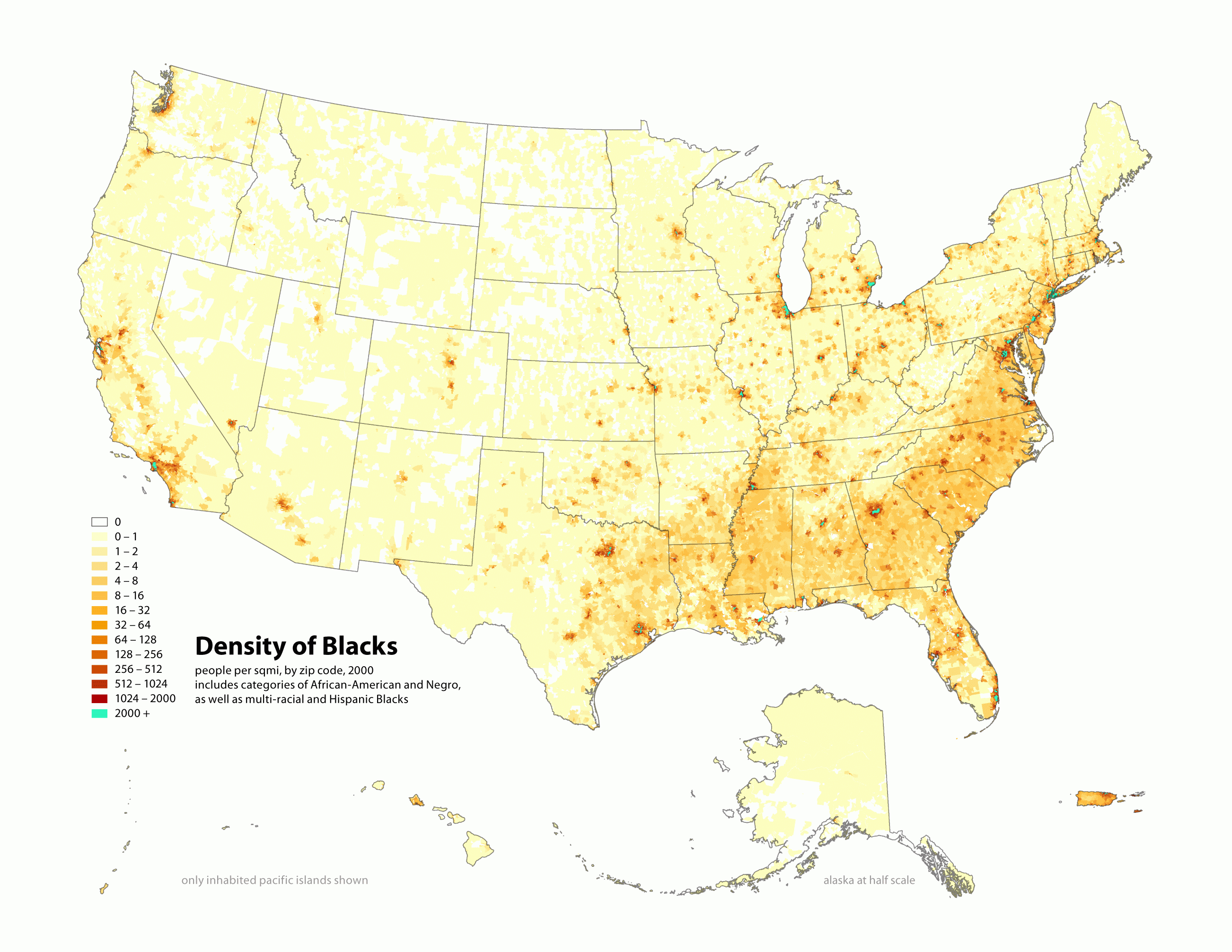
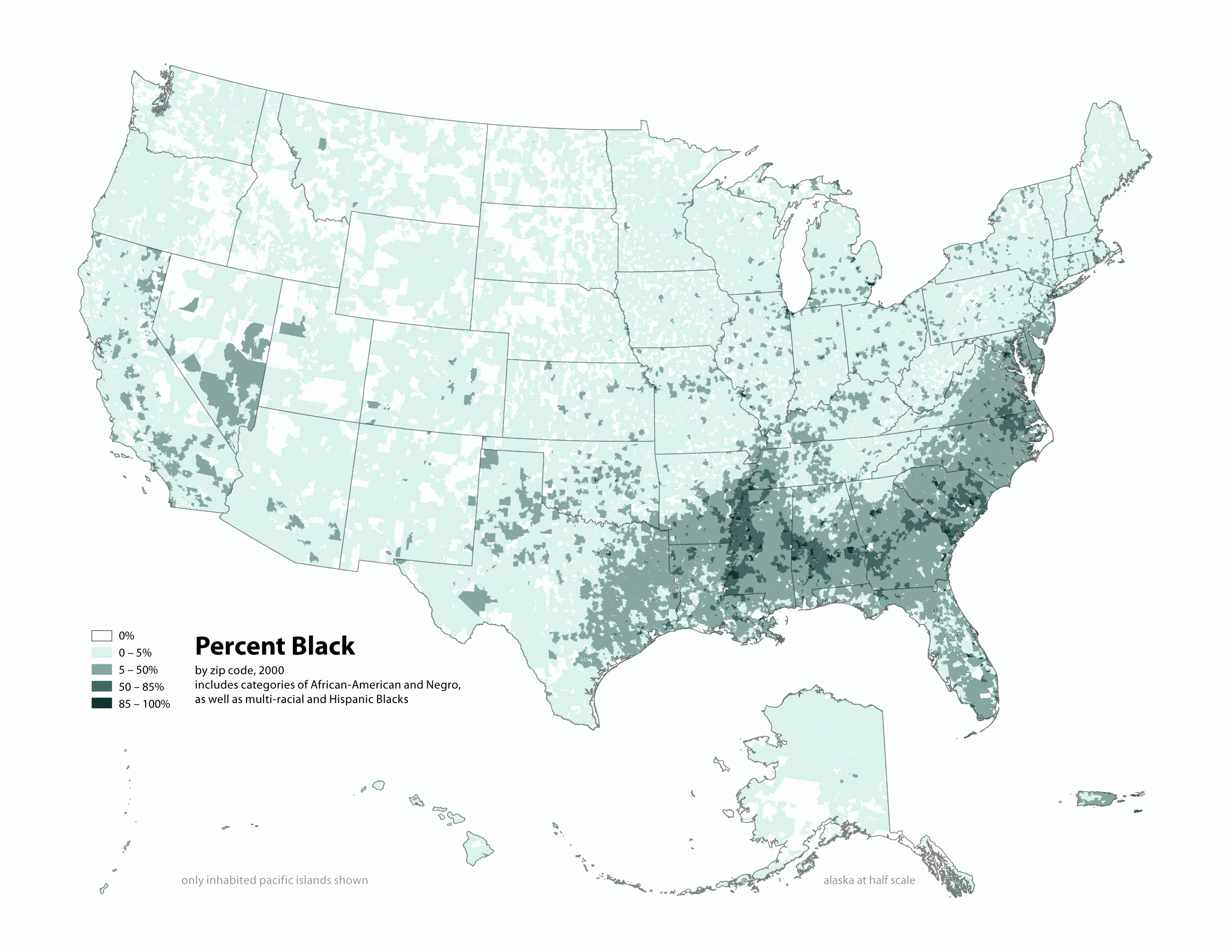
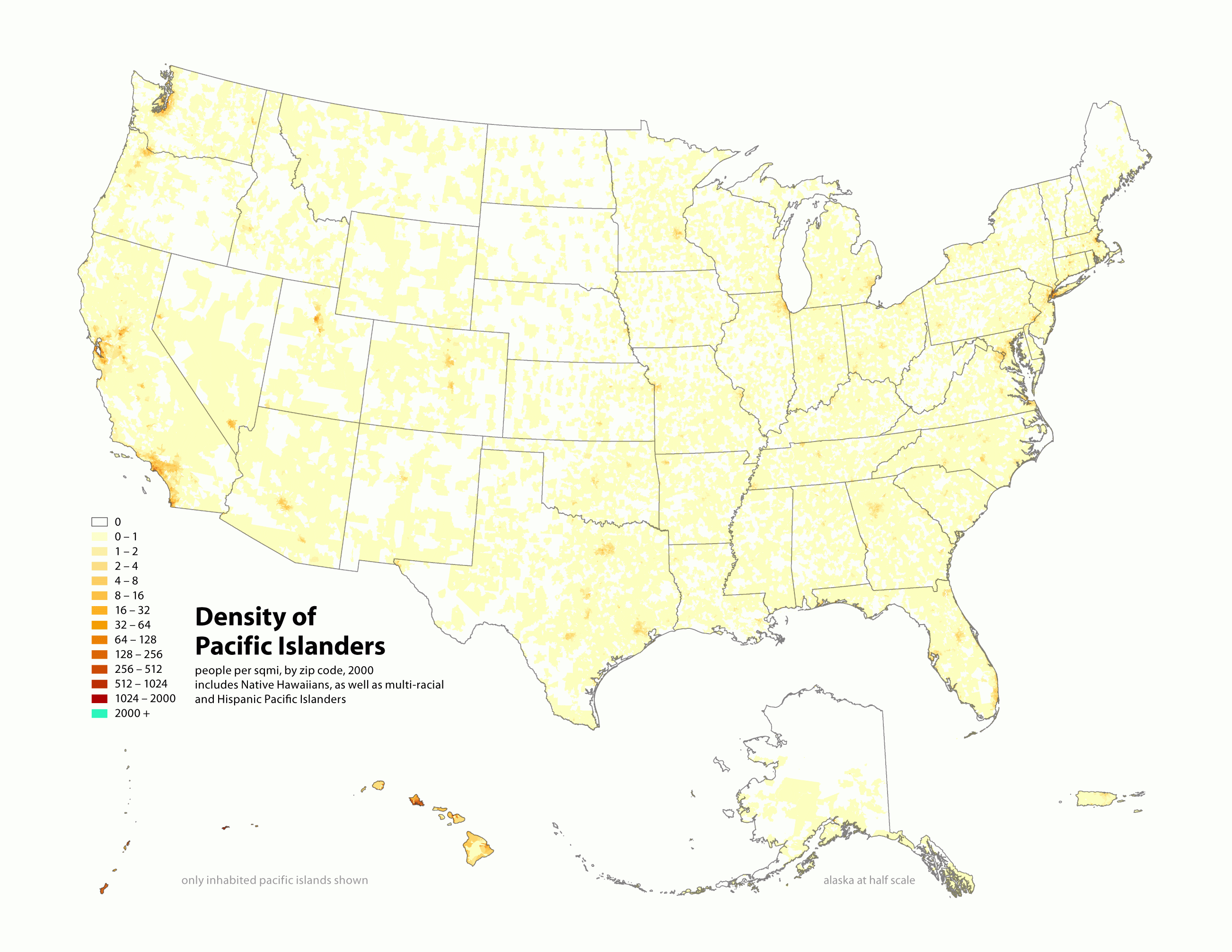
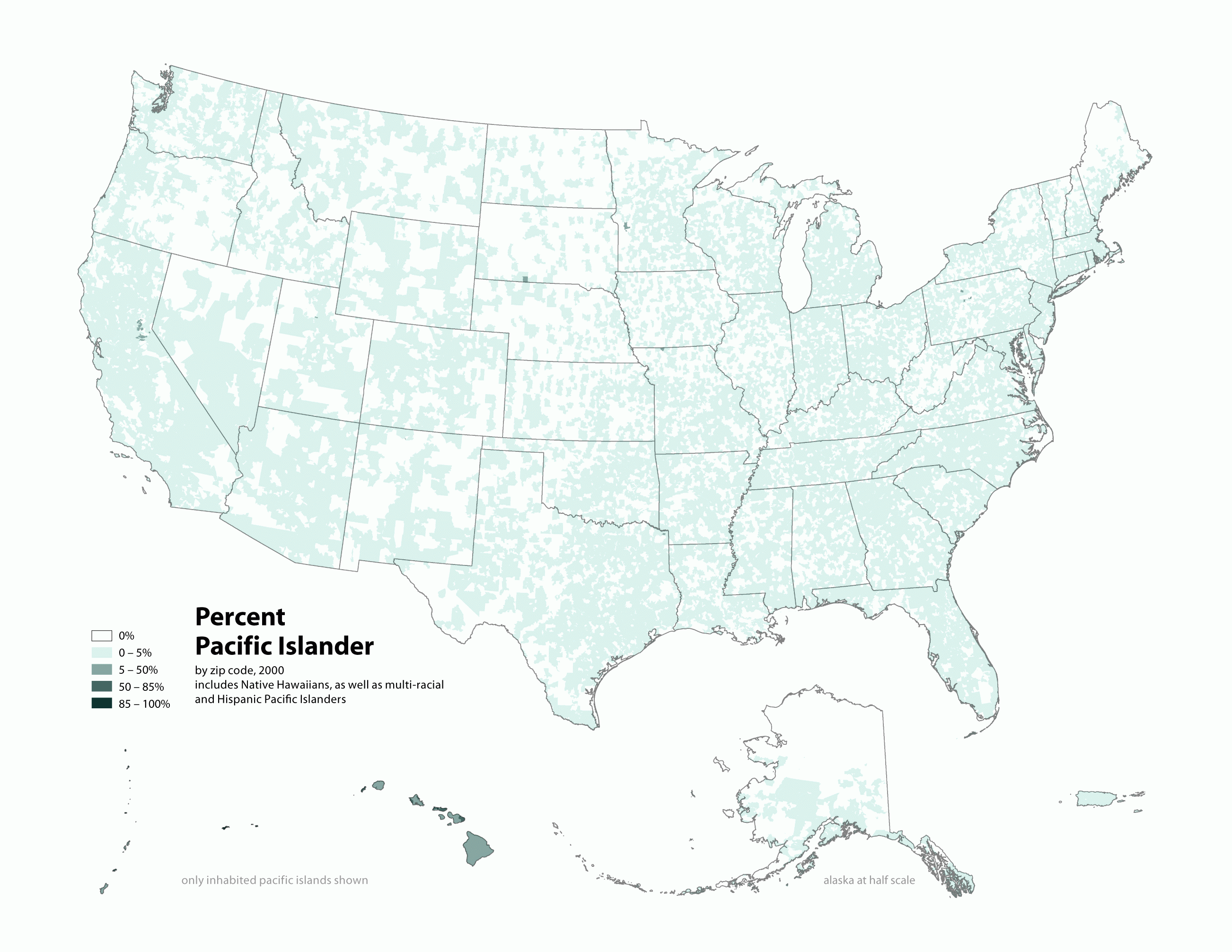
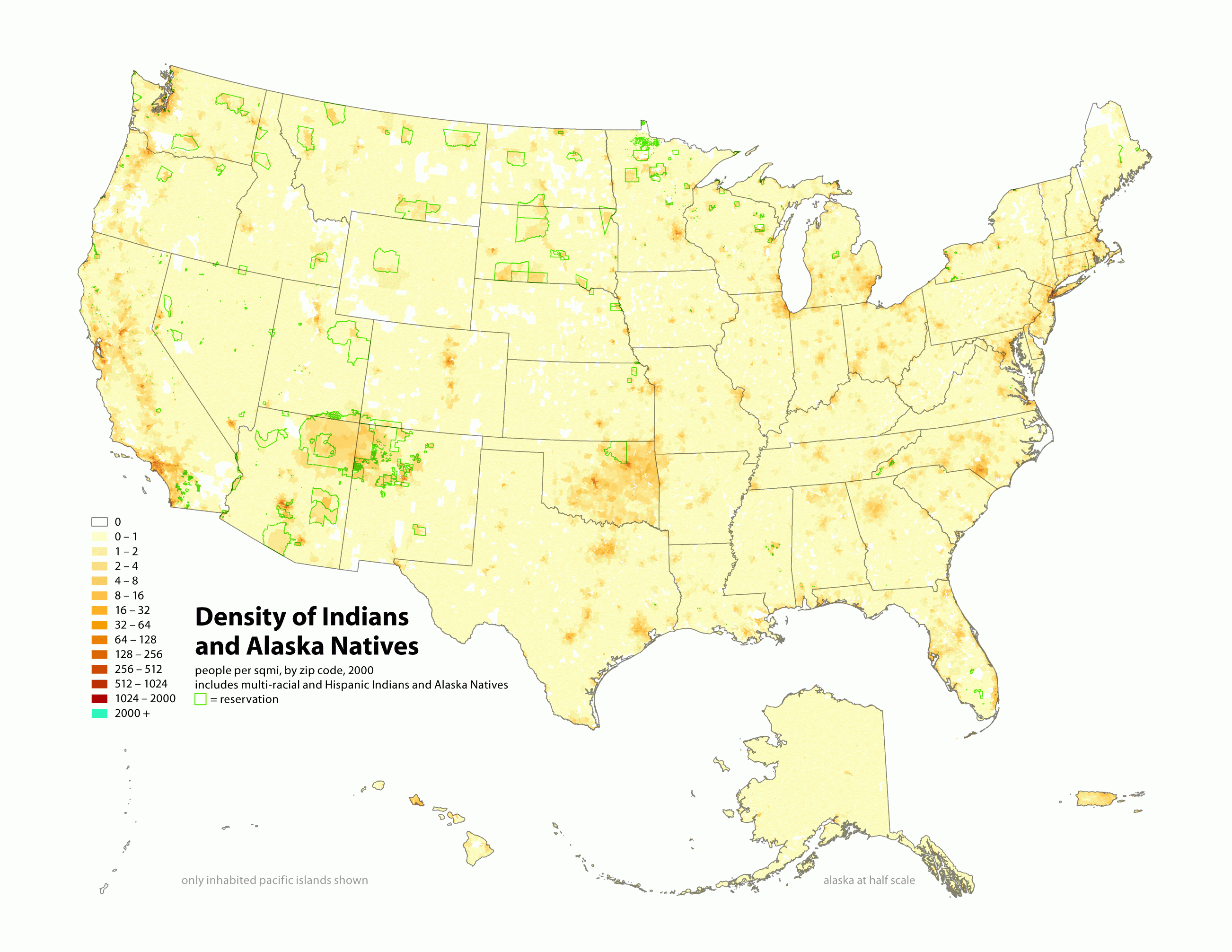
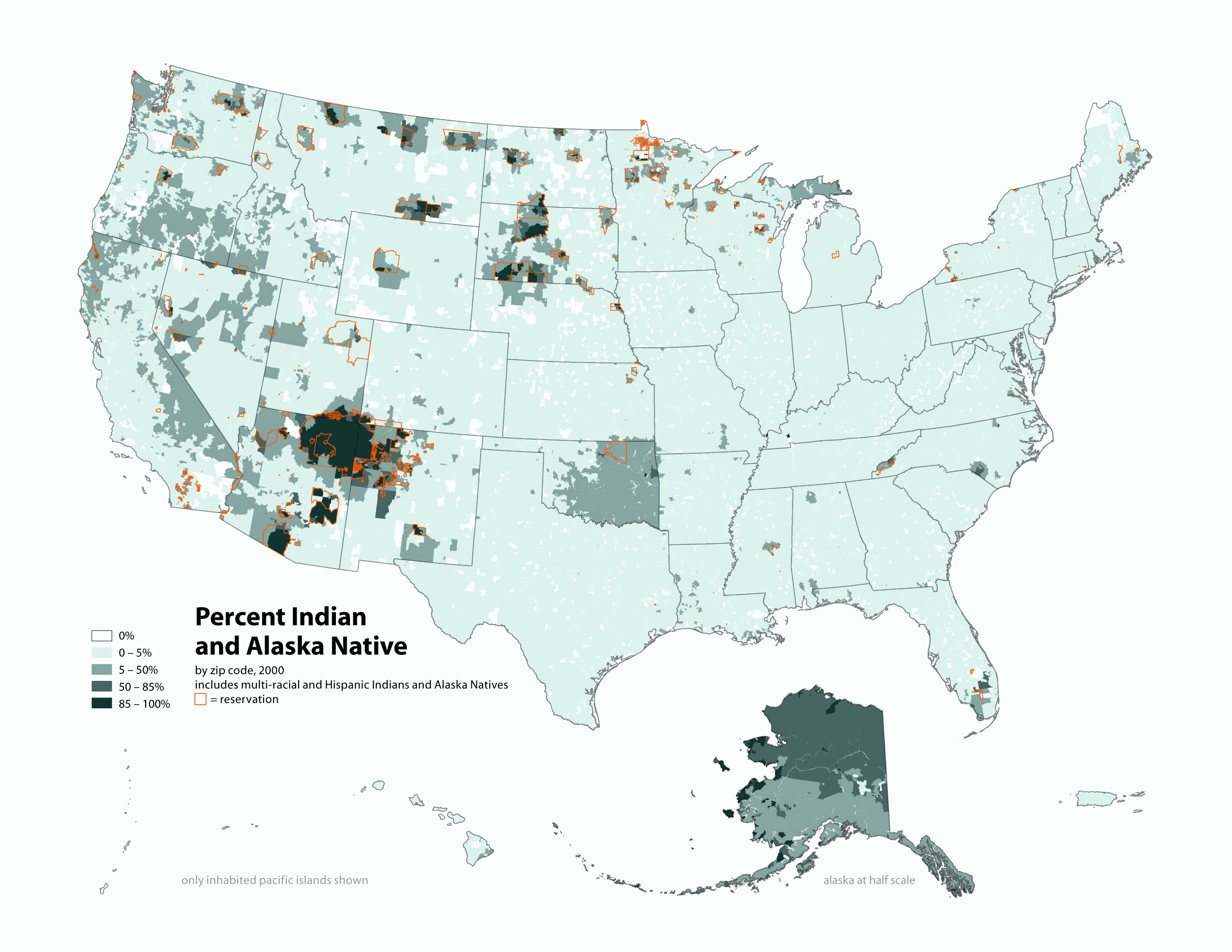
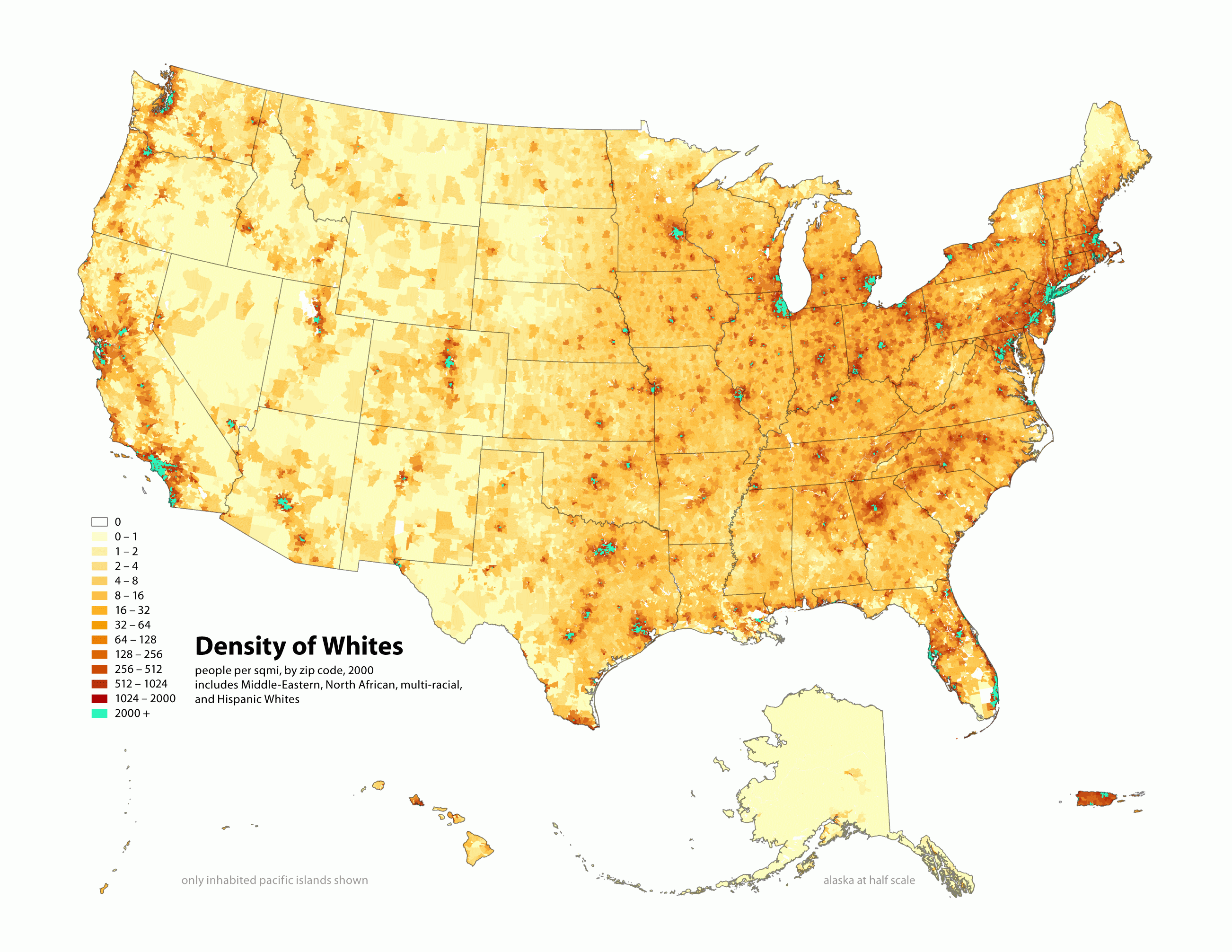
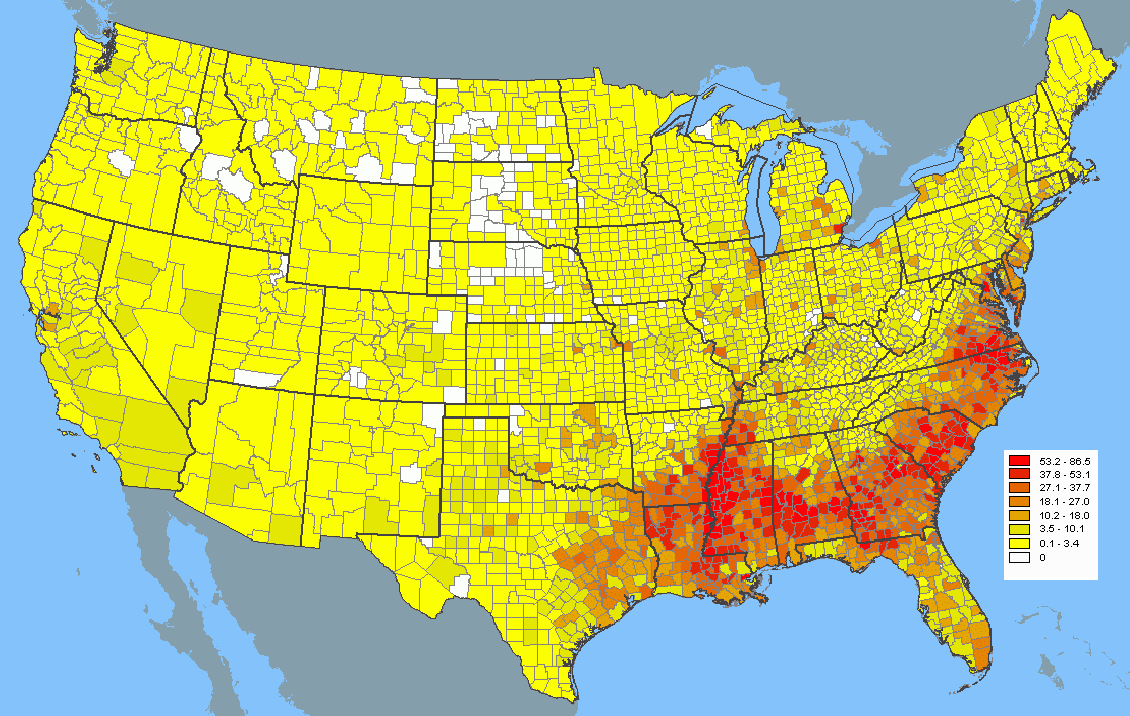
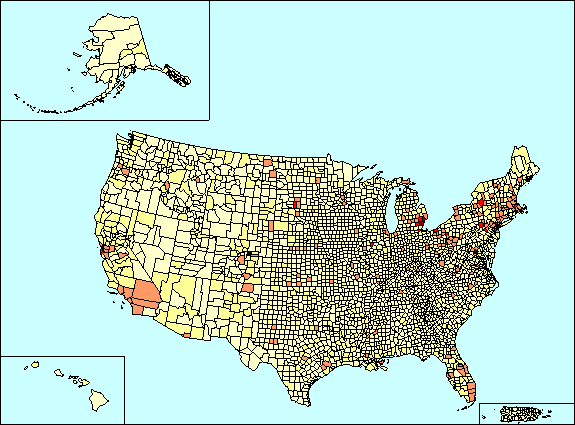
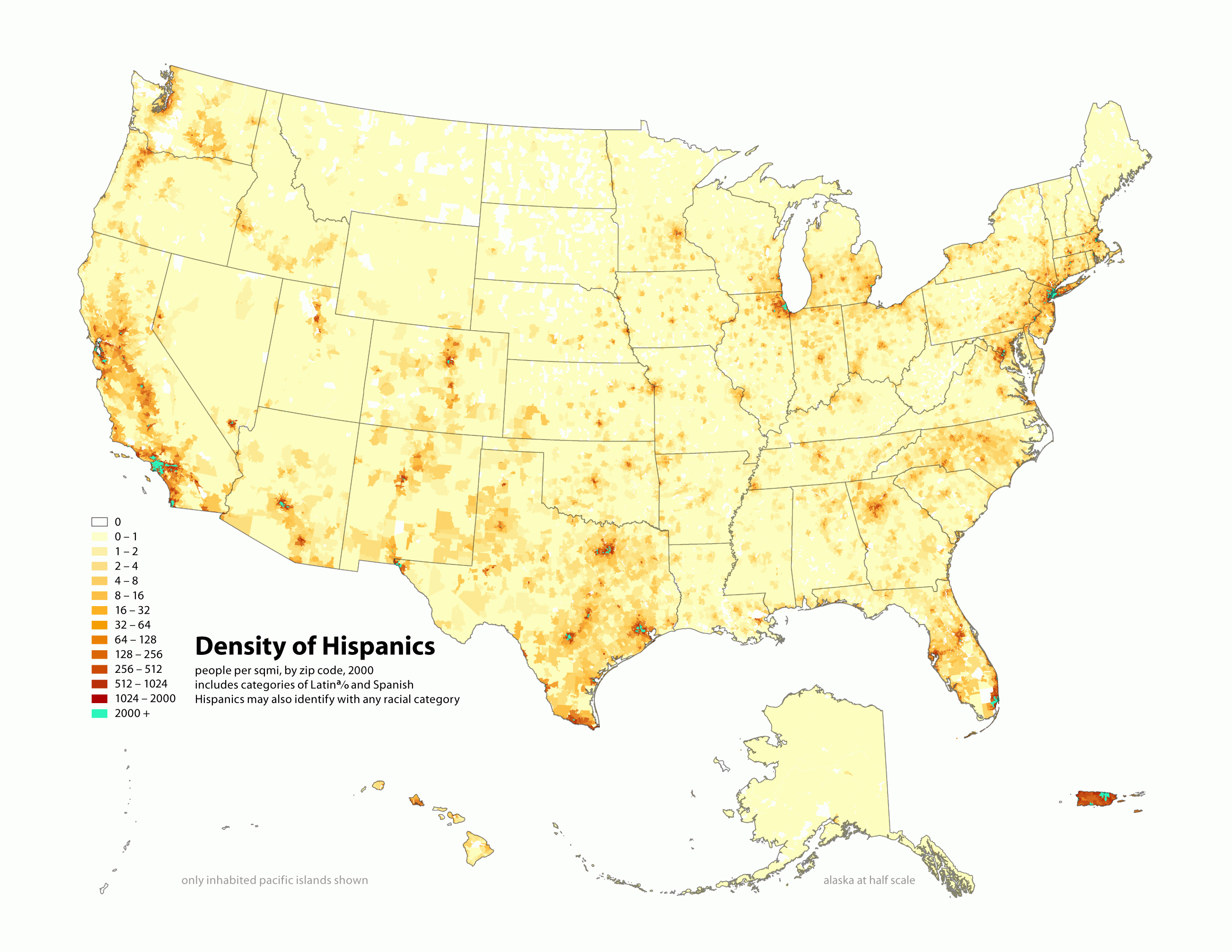
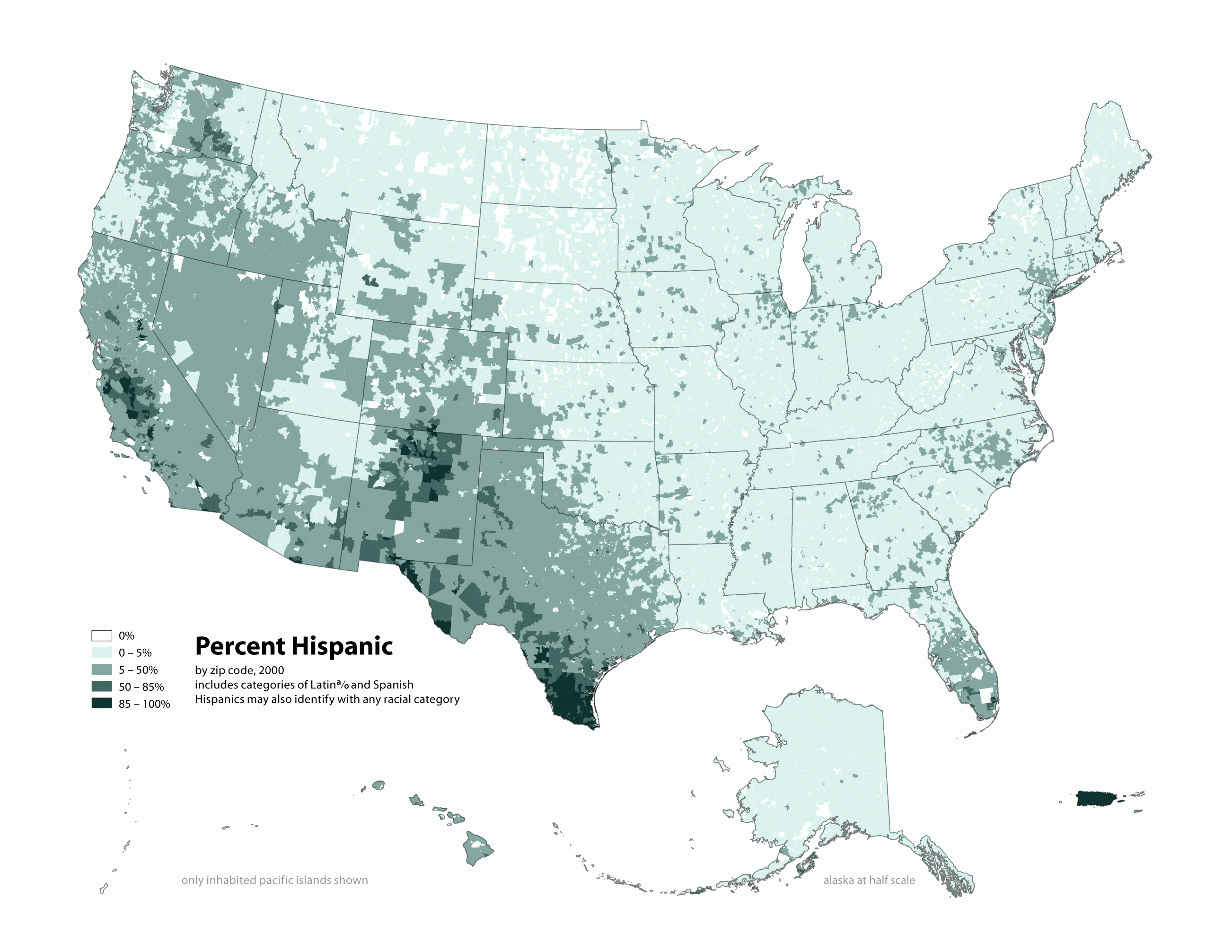
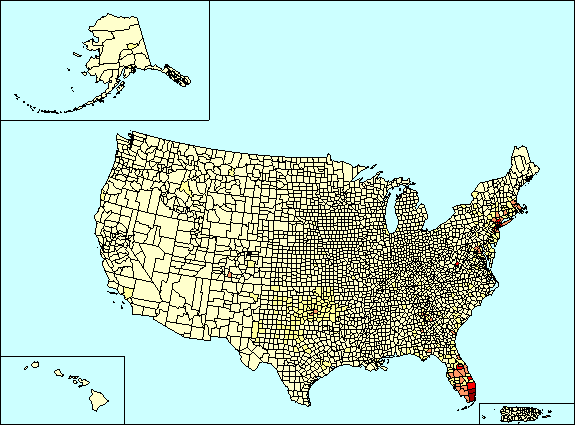

## دسته‌های نژادی و قومی
| \| سرشماری ۲۰۱۰ آمریکا[۶]Table 1[۷] \| سرشماری ۲۰۱۰ آمریکا[۶]Table 1[۷] \| سرشماری ۲۰۱۰ آمریکا[۶]Table 1[۷] \| سرشماری ۲۰۱۰ آمریکا[۶]Table 1[۷] \| سرشماری ۲۰۱۰ آمریکا[۶]Table 1[۷] \| \| --------------------------------------- \| ------------------------------------- \| -------------------------------- \| -------------------------------- \| -------------------------------- \| \| نژاد خودخوانده \| نژاد خودخوانده \| \| درصد از کل جمعیت \| درصد از کل جمعیت \| \| صرفاً سفیدپوست \| صرفاً سفیدپوست \| \| ۷۲٫۴٪ \| ۷۲٫۴٪ \| \| سیاه‌پوست \| سیاه‌پوست \| \| ۱۲٫۶٪ \| ۱۲٫۶٪ \| \| آسیایی آمریکایی‌ \| آسیایی آمریکایی‌ \| \| ۴٫۸٪ \| ۴٫۸٪ \| \| سرخ‌پوستان و بومیان آلاسکا \| سرخ‌پوستان و بومیان آلاسکا \| \| ۰٫۹٪ \| ۰٫۹٪ \| \| بومیان هاوایی و اهالی جزایر اقیانوسیه \| بومیان هاوایی و اهالی جزایر اقیانوسیه \| \| ۰٫۲٪ \| ۰٫۲٪ \| \| دو نژاد یا بیشتر \| دو نژاد یا بیشتر \| \| ۲٫۹٪ \| ۲٫۹٪ \| \| دیگر نژادها \| دیگر نژادها \| \| ۶٫۲٪ \| ۶٫۲٪ \| \| کل \| کل \| \| ۱۰۰٫۰٪ \| ۱۰۰٫۰٪ \| \| هیسپانیک و لاتین (از هر نژاد): 16.3%[۸] \| \| \| \| \| |                                       |  |                  |                  |
| سرشماری ۲۰۱۰ آمریکاTable 1 |                                       |  |                  |                  |
| نژاد خودخوانده | نژاد خودخوانده                        |  | درصد از کل جمعیت | درصد از کل جمعیت |
| صرفاً سفیدپوست | صرفاً سفیدپوست                         |  | ۷۲٫۴٪            | ۷۲٫۴٪            |
| سیاه‌پوست | سیاه‌پوست                              |  | ۱۲٫۶٪            | ۱۲٫۶٪            |
| آسیایی آمریکایی‌ | آسیایی آمریکایی‌                       |  | ۴٫۸٪             | ۴٫۸٪             |
| سرخ‌پوستان و بومیان آلاسکا | سرخ‌پوستان و بومیان آلاسکا             |  | ۰٫۹٪             | ۰٫۹٪             |
| بومیان هاوایی و اهالی جزایر اقیانوسیه | بومیان هاوایی و اهالی جزایر اقیانوسیه |  | ۰٫۲٪             | ۰٫۲٪             |
| دو نژاد یا بیشتر | دو نژاد یا بیشتر                      |  | ۲٫۹٪             | ۲٫۹٪             |
| دیگر نژادها | دیگر نژادها                           |  | ۶٫۲٪             | ۶٫۲٪             |
| کل | کل                                    |  | ۱۰۰٫۰٪           | ۱۰۰٫۰٪           |
| هیسپانیک و لاتین (از هر نژاد): 16.3% |                                       |  |                  |                  |

| رتبه | تبار یا نژاد           | جمعیت      | درصد از کل جمعیت |
| ---- | ---------------------- | ---------- | ---------------- |
| ۱    | آلمانی                 | ۴۶٬۴۰۳٬۰۵۳ | ۱۴٫۷٪            |
| 2    | سیاه (غیر هیسپنیک)     | ۳۸٬۷۸۵٬۷۲۶ | ۱۲٫۳٪            |
| ۳    | مکزیکی (از هر نژاد)    | ۳۴٬۶۴۰٬۲۸۷ | ۱۰٫۹٪            |
| 4    | ایرلندی                | ۳۳٬۵۲۶٬۴۴۴ | ۱۰٫۶٪            |
| 5    | انگلیسی                | ۲۴٬۷۸۷٬۰۱۸ | ۷٫۸٪             |
| 6    | آمریکایی               | ۲۲٬۷۴۶٬۹۹۱ | ۷٫۲٪             |
| ۷    | ایتالیایی              | ۱۷٬۲۸۵٬۶۱۹ | ۵٫۵٪             |
| 8    | لهستانی                | ۹٬۳۸۵٬۷۶۶  | ۳٫۰٪             |
| 9    | فرانسوی                | ۸٬۲۷۲٬۵۳۸  | ۲٫۶٪             |
| 10   | اسکاتلندی              | ۵٬۴۰۹٬۳۴۳  | ۱٫۷٪             |
| 11   | پورتوریکویی            | ۵٬۱۷۴٬۵۵۴  | ۱٫۶٪             |
| 12   | نروژی                  | ۴٬۴۴۵٬۰۳۰  | ۱٫۴٪             |
| ۱۳   | هلندی                  | ۴٬۲۸۹٬۱۱۶  | ۱٫۴٪             |
| 14   | سوئدی                  | ۳٬۹۳۳٬۰۲۴  | ۱٫۲٪             |
| 14   | چینی                   | ۳٬۸۵۲٬۰۹۹  | ۱٫۲٪             |
| 16   | هندی                   | ۳٬۳۰۳٬۵۱۲  | ۱٫۰٪             |
| 17   | اسکاتلندی-ایرلندی      | ۳٬۰۴۶٬۰۰۵  | ۱٫۰٪             |
| 18   | روس                    | ۲٬۸۴۳٬۴۰۰  | ۰٫۹٪             |
| 19   | هند غربی (غیر هیسپنیک) | ۲٬۸۲۴٬۷۲۲  | ۰٫۹٪             |
| 20   | فیلیپینی               | ۲٬۷۱۷٬۸۴۴  | ۰٫۹٪             |